# Новые Мстители (комикс)
«Новые Мстители» (англ. New Avengers) — команда супергероев, которая появляется в комиксах Marvel. На данный момент Новые Мстители появились в двух сериях комиксов: The New Avengers Vol. 1: январь 2006 — апрель 2010 и The New Avengers Vol. 2: 2010 — настоящее время. 
Создатели — Брайан Майкл Бендис и Дэвид Финч.

## История публикаций

### 2006—2010
Новые Мстители являются спин-оффом серии комиксов Marvel о команде супергероев под названием Мстители. Первый выпуск был написан Брайаном Майклом Бендисом и нарисован Дэвидом Финчем появился в январе 2006 года. Финч нарисовал первые шесть выпусков серии и номера с 11 по 13. Над остальными номерами работали художники Стив МакНивен, Лейнил Френсис Ю, Билли Тан и Стюарт Иммонен.
В рамках серии команда не была названа Новыми Мстителями; отколовшаяся группа Мстителей, не согласных с кампанией федеральной регистрации супергероев и считающих себя настоящими Мстителями, начала противостоять правительству и собралась в дочерней серии комиксов под названием Могучие Мстители (Mighty Avengers), запущенной в начале 2007 года, которые тоже были вытеснены правительством и вскоре объединились в серии Тёмные Мстители (Dark Avengers), которая была запущена в конце 2008 года.
К концу первого тома серии команда Новых Мстителей состояла из Люка Кейджа, Росомахи, Человека-паука, Мисс Марвел, Капитана Америки (не Стива Роджерса, который на тот момент уже был мёртв, а его бывшего напарника Баки Барнса), Пересмешницы, Женщины-паук, а лидером команды стал Соколиный глаз. Автор Брайан Майкл Брендис в своем интервью сказал, что они являются подлинными, настоящими Мстителями, потому что Капитан Америка сказал им это перед своей смертью; это утверждение повторяется, когда команда, полагая, что предположительно мёртвый Стив Роджерс на самом деле жив, пытается найти его. Человек-паук говорит, что если Капитан Америка вернется в команду, то они снова смогут назвать себя Мстителями.
Первый том серии закончился с выходом The New Avengers #64 (апрель 2010) и дополнительным выпуском New Avengers: Finale one-shot.

### 2010—настоящее время
В марте 2010 года Marvel объявила о том, что серия будет возобновлена в июне 2010 года в рамках ребрендинга проекта. По состоянию на первый выпуск возобновленной серии команда состоит из Люка Кейджа, Мисс Марвел, Железного Кулака, Существа, Шпионки, Пересмешницы и Человека-паука. Росомаха и Человек-паук будут работать как на основную команду Мстителей, так и на Новых Мстителей.